# Stor-Granselet
Stor-Granselet är en sjö i Lycksele kommun i Lappland och ingår i Umeälvens huvudavrinningsområde. Sjön har en area på 0,67 kvadratkilometer och ligger 272,1 meter över havet.

## Delavrinningsområde
Stor-Granselet ingår i det delavrinningsområde (718286-162002) som SMHI kallar för Mynnar i Bålforsens Dämningsomr. Medelhöjden är 298 meter över havet och ytan är 9,98 kvadratkilometer. Det finns inga avrinningsområden uppströms utan avrinningsområdet är högsta punkten. Vattendraget som avvattnar avrinningsområdet har biflödesordning 2, vilket innebär att vattnet flödar genom totalt 2 vattendrag innan det når havet efter 171 kilometer. Avrinningsområdet består mestadels av skog (79 procent). Avrinningsområdet har 1,1 kvadratkilometer vattenytor vilket ger det en sjöprocent på 11 procent.